# Persone di nome Elizabeth
| Questa pagina contiene informazioni ricavate automaticamente dalle voci biografiche con l'ausilio del template Bio e di un bot. L'aggiornamento è periodico e automatico e ricostruisce completamente la pagina. Se manca una persona in questa lista, sei pregato di non aggiungerla, ma accertati piuttosto che la sua voce biografica contenga il template Bio e che i dati anagrafici siano correttamente compilati. Se il template Bio manca, inseriscilo tu stesso o, in alternativa, metti l'avviso {{tmp\|Bio}} che ne segnala la mancanza. Se i dati riportati sono sbagliati, correggi direttamente la voce biografica; le modifiche saranno visibili in questa lista entro pochi giorni. Per chiarimenti vedi il progetto antroponimi. La lista contiene solo le 431 persone che sono citate nell'enciclopedia e per le quali è stato implementato correttamente il template Bio. Pagina aggiornata al 6 ago 2025. |

Questa è una lista di persone presenti nell'enciclopedia che hanno il nome Elizabeth, suddivise per attività principale.

## Agenti segreti(1)
- Eliza Manningham-Buller, agente segreto e dirigente pubblica britannica (Northampton, n. 1948)

## Alpiniste(1)
- Elizabeth Knowlton, alpinista e scrittrice statunitense (Springfield, n. 1895 - Scituate, † 1989)

## Ambientaliste(1)
- E. Alison Kay, ambientalista statunitense (Eleele, n. 1928 - Honolulu, † 2008)

## Antropologhe(1)
- Elizabeth Burgos, antropologa, storica e scrittrice venezuelana (Valencia, n. 1941)

## Aracnologhe(2)
- Elizabeth Bryant, aracnologa statunitense (Cambridge, n. 1875 - Cambridge, † 1953)
- Elizabeth Peckham, aracnologa, entomologa e naturalista statunitense (Milwaukee, n. 1854 - Milwaukee, † 1940)

## Architetti(1)
- Elizabeth Plater-Zyberk, architetto e urbanista statunitense (Bryn Mawr, n. 1950)

## Artiste(1)
- Elizabeth Price, artista britannica (Bradford, n. 1966)

## Astronome(3)
- Elizabeth R. Dillon, astronoma statunitense
- Elizabeth Roemer, astronoma statunitense (Oakland, n. 1929 - Tucson, † 2016)
- Elizabeth Langdon Williams, astronoma statunitense (Putnam, n. 1879 - Enfield, † 1981)

## Atlete paralimpiche(1)
- Lisa McIntosh, ex atleta paralimpica australiana (Melbourne, n. 1982)

## Attiviste(8)
- Elizabeth Cady Stanton, attivista statunitense (Johnstown, n. 1815 - New York, † 1902)
- Elizabeth Eckford, attivista statunitense (Little Rock, n. 1941)
- Elizabeth Neall Gay, attivista statunitense (Pennsylvania, n. 1819 - Livingston, † 1907)
- Elizabeth Gurley Flynn, attivista statunitense (Concord, n. 1890 - Mosca, † 1964)
- Elizabeth Pease Nichol, attivista britannica (Darlington, n. 1807 - Edimburgo, † 1897)
- Lizzie Velásquez, attivista statunitense (Austin, n. 1989)
- Elizabeth Wathuti, attivista keniota (KNyeri, n. 1995)
- Elizabeth Wolstenholme, attivista, saggista e poetessa britannica (Cheetham Hill, n. 1833 - Chorlton-on-Medlock, † 1918)

## Attrici pornografiche(1)
- Gauge, ex attrice pornografica statunitense (Hot Springs, n. 1980)

## Attrici teatrali(3)
- Elizabeth Arnold Hopkins Poe, attrice teatrale inglese (Londra, n. 1787 - Richmond, † 1811)
- Elizabeth Barry, attrice teatrale inglese (n. 1658 - † 1713)
- Elizabeth Whitlock, attrice teatrale inglese (n. 1761 - † 1836)

## Aviatrici(1)
- Bessie Coleman, aviatrice statunitense (Atlanta, n. 1892 - Jacksonville, † 1926)

## Biografe(1)
- Elizabeth Wood-Ellem, biografa, saggista e storica australiana (Nukuʻalofa, n. 1930 - Melbourne, † 2012)

## Biologhe(1)
- Elizabeth Blackburn, biologa australiana (Hobart, n. 1948)

## Botaniche(1)
- Elizabeth Gertrude Knight, botanica statunitense (n. 1861 - † 1934)

## Calciatrici(2)
- Elizabeth Addo, calciatrice ghanese (Accra, n. 1993)
- Elizabeth Arnot, calciatrice scozzese (n. 1996)

## Canottiere(1)
- Beth Ross, canottiera neozelandese (Takapuna, n. 1996)

## Cantanti(10)
- Liz Anderson, cantante statunitense (Roseau, n. 1930 - Nashville, † 2011)
- Elizabeth Cook, cantante statunitense (Wildwood, n. 1972)
- Elizabeth Cotten, cantante, musicista e compositrice statunitense (Carrboro, n. 1893 - Syracuse, † 1987)
- Elizabeth Fraser, cantante britannica (Grangemouth, n. 1963)
- Elizabeth Greenfield, cantante statunitense (Natchez - Filadelfia, † 1876)
- Ella Langley, cantante statunitense (Hope Hull, n. 1999)
- Liz McClarnon, cantante britannica (Liverpool, n. 1981)
- Liz Mitchell, cantante giamaicana (Clarendon, n. 1952)
- Tshala Muana, cantante della Repubblica Democratica del Congo (Lubumbashi, n. 1958 - Kinshasa, † 2022)
- Liz Phair, cantante, compositrice e chitarrista statunitense (New Haven, n. 1967)

## Cantautrici(4)
- Lana Del Rey, cantautrice e poetessa statunitense (New York, n. 1985)
- Lizzie Marvelly, cantautrice, giornalista e mezzosoprano neozelandese (Rotorua, n. 1989)
- Lizzy McAlpine, cantautrice statunitense (Filadelfia, n. 1999)
- Beth Orton, cantautrice inglese (East Dereham, n. 1970)

## Cavallerizze(1)
- Beezie Madden, cavallerizza statunitense (Milwaukee, n. 1963)

## Cestiste(6)
- Elizabeth Balogun, cestista nigeriana (Lagos, n. 2000)
- Liz Cambage, cestista australiana (Londra, n. 1991)
- Elizabeth Franks, ex cestista australiana (Sydney, n. 1942)
- Elizabeth Navia, ex cestista boliviana (Cochabamba, n. 1959)
- Liz Shimek, ex cestista statunitense (Empire, n. 1984)
- Elizabeth Williams, cestista statunitense (Colchester, n. 1993)

## Chimiche(1)
- Elizabeth Roboz Einstein, chimica e neuroscienziata ungherese (Szászváros, n. 1904 - Berkeley, † 1995)

## Cicliste su strada(2)
- Elizabeth Deignan, ex ciclista su strada e ex pistard britannica (Otley, n. 1988)
- Elizabeth Holden, ciclista su strada britannica (Douglas, n. 1997)

## Costumiste(1)
- Elizabeth Haffenden, costumista britannica (Croydon, n. 1906 - Londra, † 1976)

## Critiche letterarie(1)
- Elizabeth Hardwick, critica letteraria e scrittrice statunitense (Lexington, n. 1916 - New York, † 2007)

## Danzatrici(1)
- Maria Tallchief, ballerina statunitense (Fairfax, n. 1925 - Chicago, † 2013)

## Doppiatrici(1)
- Lizzie Freeman, doppiatrice statunitense (n. 1992)

## Drammaturghe(5)
- Beth Henley, drammaturga, sceneggiatrice e attrice statunitense (Jackson, n. 1952)
- Elizabeth Inchbald, drammaturga, scrittrice e attrice teatrale britannica (Stanningfield, n. 1753 - Londra, † 1821)
- Lisa Kron, drammaturga, paroliera e attrice statunitense (Ann Arbor, n. 1961)
- Elizabeth Polwheele, drammaturga inglese (n. 1651 - † 1691)
- Bess Wohl, drammaturga, sceneggiatrice e attrice statunitense (Brooklyn, n. 1975)

## Editrici(2)
- Liz Tiberis, editrice britannica (Alderley Edge, n. 1947 - New York, † 1999)
- Elizabeth Towne, editrice e scrittrice statunitense (Oregon, n. 1865 - † 1960)

## Educatrici(4)
- Elizabeth Cabot Agassiz, educatrice e scrittrice statunitense (Boston, n. 1822 - Arlington, † 1907)
- Elizabeth Phillips Hughes, educatrice britannica (Carmarthen, n. 1851 - Barry, † 1925)
- Leah Manning, educatrice e politica britannica (Droitwich Spa, n. 1886 - Elstree, † 1977)
- Elizabeth Peabody, educatrice e scrittrice statunitense (Billerica, n. 1804 - Boston, † 1894)

## Filantrope(2)
- Elizabeth Fry, filantropa britannica (Norwich, n. 1780 - Ramsgate, † 1845)
- Elizabeth Schuyler Hamilton, filantropa statunitense (Albany, n. 1757 - Washington, † 1854)

## Filosofe(1)
- Elizabeth Wolgast, filosofa e scrittrice statunitense (Plainfield, n. 1929 - † 2020)

## First lady(5)
- Priscilla Cooper Tyler, first lady statunitense (New York, n. 1816 - Montgomery, † 1889)
- Betty Ford, first lady statunitense (Chicago, n. 1918 - Rancho Mirage, † 2011)
- Eliza Johnson, first lady statunitense (Telford, n. 1810 - Greeneville, † 1876)
- Elizabeth Monroe, first lady statunitense (New York, n. 1768 - Contea di Loudoun, † 1830)
- Bess Truman, first lady statunitense (Independence, n. 1885 - Independence, † 1982)

## Fisiche(1)
- Elizabeth Gardner, fisica britannica (n. 1957 - † 1988)

## Fisiologhe(1)
- Elizabeth Lee Hazen, fisiologa e microbiologa statunitense (Rich, n. 1885 - Seattle, † 1975)

## Fondiste(1)
- Liz Stephen, ex fondista statunitense (East Montpelier, n. 1987)

## Fotografe(2)
- Lee Miller Penrose, fotografa, fotoreporter e modella statunitense (Poughkeepsie, n. 1907 - Chiddingly, † 1977)
- Elizabeth Pulman, fotografa neozelandese (Lymm, n. 1836 - Auckland, † 1900)

## Genealogiste(1)
- Elizabeth Roads, genealogista e araldista britannica (Edimburgo, n. 1951)

## Giavellottiste(1)
- Elizabeth Gleadle, giavellottista canadese (Vancouver, n. 1988)

## Ginnaste(3)
- Betty Okino, ex ginnasta e attrice statunitense (Entebbe, n. 1975)
- Elizabeth Price, ginnasta statunitense (Plainfield, n. 1996)
- Elizabeth Tweddle, ex ginnasta inglese (Johannesburg, n. 1985)

## Giornaliste(5)
- Nellie Bly, giornalista statunitense (Burrell, n. 1864 - New York, † 1922)
- E. Jean Carroll, giornalista, scrittrice e opinionista statunitense (Detroit, n. 1943)
- Elizabeth Christitch, giornalista, scrittrice e poetessa irlandese (Contea di Limerick, n. 1861 - Londra, † 1933)
- Elizabeth Smart, giornalista statunitense (Salt Lake City, n. 1987)
- Elizabeth Hawley, giornalista e scrittrice statunitense (Chicago, n. 1923 - Kathmandu, † 2018)

## Giuriste(1)
- Elizabeth Warren, giurista e politica statunitense (Oklahoma City, n. 1949)

## Hockeiste su prato(1)
- Beth Storry, hockeista su prato britannica (Reading, n. 1978)

## Illustratrici(1)
- Elizabeth Twining, illustratrice britannica (n. 1805 - † 1889)

## Imprenditrici(5)
- Elizabeth Arden, imprenditrice canadese (Woodbridge, n. 1878 - New York, † 1966)
- Ruth Belville, imprenditrice britannica (Londra, n. 1854 - Londra, † 1943)
- Elizabeth Holmes, imprenditrice statunitense (Washington, n. 1984)
- Elizabeth Magie, imprenditrice e autrice di giochi statunitense (Macomb, n. 1866 - Arlington, † 1948)
- Elizabeth Christ Trump, imprenditrice tedesca (Kallstadt, n. 1880 - Manhasset, † 1966)

## Infermiere(1)
- Elizabeth Kenny, infermiera australiana (Warialda, n. 1880 - Toowoomba, † 1952)

## Informatiche(1)
- Elizabeth Betty Ryan, programmatrice statunitense

## Letterate(1)
- Elizabeth Montagu, letterata e mecenate inglese (York, n. 1718 - Londra, † 1800)

## Magistrate(1)
- Elizabeth Odio Benito, giudice costaricana (Puntarenas, n. 1939)

## Matematiche(2)
- Elizabeth Scott, matematica statunitense (n. 1917 - † 1988)
- Elizabeth Cicely Ridley, matematica e climatologa britannica (Leicester, n. 1927 - Louisville, † 2008)

## Medici(3)
- Elizabeth Blackwell, medico britannico (Bristol, n. 1821 - Hastings, † 1910)
- Elizabeth Courtauld, medico britannico (Gosfield, n. 1867 - † 1947)
- Elizabeth Ness MacBean Ross, medico scozzese (Londra, n. 1878 - Kragujevac, † 1915)

## Mercanti(1)
- Elizabeth Patterson Bonaparte, mercante statunitense (Baltimora, n. 1785 - Baltimora, † 1879)

## Mezzofondiste(1)
- Liz McColgan, ex mezzofondista e maratoneta britannica (Dundee, n. 1964)

## Militari(1)
- Elizabeth Marks, militare e nuotatrice statunitense (Prescott Valley, n. 1990)

## Modelle(3)
- Elizabeth Jagger, modella statunitense (New York, n. 1984)
- Elizabeth Siddal, modella, poetessa e pittrice britannica (Londra, n. 1829 - Londra, † 1862)
- Elizabeth Threatt, modella e attrice statunitense (Kershaw, n. 1926 - Concord, † 1993)

## Multipliste(1)
- Elizabeth Dadzie, multiplista ghanese (Accra, n. 1993)

## Musiciste(1)
- Elizabeth Swados, musicista, compositrice e regista teatrale statunitense (Buffalo, n. 1951 - New York, † 2016)

## Neuroscienziate(1)
- Elizabeth C. Crosby, neuroscienziata statunitense (Petersburg, n. 1888 - Birmingham, † 1983)

## Nobildonne(39)
- Elizabeth Bentinck, nobildonna inglese (n. 1735 - Londra, † 1825)
- Bess di Hardwick, nobildonna inglese (n. 1527 - † 1608)
- Elizabeth Brooke, nobildonna inglese (n. 1526 - † 1565)
- Elizabeth Lucy Campbell, nobildonna inglese (n. 1822 - † 1898)
- Elizabeth Hervey, nobildonna inglese (St Edmundsbury, n. 1759 - Roma, † 1824)
- Elizabeth Cecil, nobildonna inglese (n. 1619 - † 1689)
- Elizabeth Chudleigh, nobildonna inglese (Chelsea, n. 1721 - Saint-Assise, † 1788)
- Elizabeth Colyear, nobildonna inglese (n. 1689 - † 1768)
- Elizabeth Drax, nobildonna inglese (Dorset, n. 1720 - † 1792)
- Elizabeth FitzGerald, contessa di Lincoln, nobildonna irlandese (Maynooth, n. 1527 - Lincoln, † 1590)
- Elizabeth Felton, nobildonna inglese (n. 1676 - Londra, † 1741)
- Elizabeth Finch, I contessa di Winchilsea, nobildonna inglese (n. 1556 - † 1634)
- Elizabeth FitzClarence, nobildonna inglese (Londra, n. 1801 - Edimburgo, † 1856)
- Elizabeth Hamilton, nobildonna scozzese (Edimburgo, n. 1753 - Londra, † 1797)
- Elizabeth Hamilton, nobildonna scozzese (Strabane, n. 1640 - † 1708)
- Elizabeth Hamilton, nobildonna scozzese (n. 1721 - Londra, † 1800)
- Elizabeth Hastings, nobildonna inglese (n. 1556 - Londra, † 1621)
- Elizabeth Knollys, nobildonna inglese (n. 1549 - † 1605)
- Elizabeth Campbell, duchessa di Argyll, nobildonna inglese (n. 1824 - Trentham, † 1878)
- Elizabeth Mortimer, nobildonna inglese (Usk, n. 1371 - Trotton, † 1417)
- Elizabeth Murray, II contessa di Dysart, nobildonna scozzese (n. 1626 - Ham House, † 1698)
- Elizabeth Popham, nobildonna inglese († 1761)
- Elizabeth Raleigh, nobildonna inglese (n. 1565 - † 1647)
- Elizabeth Sackville-West, duchessa di Bedford, nobildonna britannica (Bourne, n. 1818 - Chesham, † 1897)
- Elizabeth Seymour, II baronessa Percy, nobildonna inglese (n. 1716 - † 1776)
- Jane Shore, nobildonna inglese (Londra, n. 1445 - † 1527)
- Elizabeth Spencer, baronessa Hunsdon, nobildonna e poetessa inglese (Althorp, n. 1552 - † 1618)
- Elizabeth Stanhope, nobildonna inglese (Bretby, n. 1663 - Castello di Huntly, † 1723)
- Elizabeth Stanley, nobildonna e scrittrice inglese (Knowsley, n. 1588 - Londra, † 1633)
- Elizabeth Stewart, nobildonna scozzese (n. 1610 - Londra, † 1673)
- Elizabeth Sutherland, XIX contessa di Sutherland, nobildonna scozzese (n. 1765 - † 1839)
- Elizabeth Trussell, nobildonna inglese (Kibbleston, n. 1496 - Great Bentley, † 1527)
- Elizabeth Vassall, nobildonna inglese (Londra, n. 1771 - Londra, † 1845)
- Elizabeth de Vere, nobildonna inglese (Theobalds House, n. 1575 - Richmond upon Thames, † 1627)
- Elizabeth Waldegrave, nobildonna inglese (n. 1758 - Londra, † 1823)
- Elizabeth Waldegrave, nobildonna britannica (n. 1760 - Twickenham, † 1816)
- Elizabeth Hay, duchessa di Wellington, nobildonna scozzese (n. 1820 - † 1904)
- Elizabeth Wrottesley, nobildonna inglese (n. 1745 - Londra, † 1822)
- Elizabeth Wyndham, nobildonna inglese (n. 1719 - † 1769)

## Nobili(17)
- Elizabeth de Badlesmere, nobile inglese (Badlesmere, n. 1313 - † 1356)
- Elizabeth FitzAlan, nobile inglese (n. 1366 - Hoveringham, † 1425)
- Elizabeth Grey, nobile inglese (n. 1497)
- Elizabeth Gunning, nobile e attrice teatrale irlandese (n. 1733 - † 1790)
- Elizabeth Villiers, nobile britannica (n. 1657 - † 1733)
- Elizabeth Spencer, nobile britannica (n. 1737 - † 1831)
- Elizabeth Howard, nobile inglese (Norfolk - Lambeth, † 1538)
- Elizabeth Mure, nobile scozzese (Rowallan)
- Elizabeth Murray, nobile inglese (Varsavia, n. 1760 - † 1825)
- Elizabeth Percy, nobile inglese (Petworth Manor, n. 1636 - Watford, † 1718)
- Elizabeth Percy, baronessa Percy, nobile inglese (Petworth House, n. 1667 - Northumberland House, † 1722)
- Elizabeth Seymour, nobile inglese (Wulfhall, n. 1518 - Launde, † 1568)
- Elizabeth Somerset, nobile britannica (Londra, n. 1634 - Saint-Germain-en-Laye, † 1691)
- Elizabeth Stafford, nobile britannica (Abergavenny - Lambeth, † 1558)
- Elizabeth Stafford, nobile inglese (n. 1479 - † 1532)
- Elizabeth Tilney, nobile inglese (Norfolk - † 1497)
- Elizabeth Wriothesley, nobile inglese (Hodnet, n. 1572 - † 1655)

## Nuotatrici(11)
- Beth Barr, ex nuotatrice statunitense (Pensacola, n. 1971)
- Elizabeth Beisel, ex nuotatrice statunitense (Saunderstown, n. 1992)
- Betty Brey, nuotatrice statunitense (Weissport, n. 1931 - Lake Mary, † 2015)
- Valerie Davies, nuotatrice britannica (Cardiff, n. 1912 - Newport, † 2001)
- Elizabeth Davidson, nuotatrice artistica statunitense (Northridge, n. 1995)
- Elizabeth Dekkers, nuotatrice australiana (South Brisbane, n. 2004)
- Elizabeth Edmondson, nuotatrice australiana (Perth, n. 1950)
- Elizabeth Pelton, ex nuotatrice statunitense (Fairfield, n. 1993)
- Elizabeth Simmonds, ex nuotatrice britannica (Beverley, n. 1991)
- Janie Wagstaff, ex nuotatrice statunitense (Kansas City, n. 1974)
- Beth Whittall, nuotatrice canadese (Montreal, n. 1936 - Hudson, † 2015)

## Ostacoliste(2)
- Liz Clay, ostacolista e velocista australiana (n. 1995)
- Betty Taylor, ostacolista canadese (Ingersoll, n. 1916 - † 1977)

## Pallanuotiste(2)
- Elizabeth Armstrong, pallanuotista statunitense (Ann Arbor, n. 1983)
- Liz Weekes, pallanuotista australiana (Sydney, n. 1971)

## Pallavoliste(2)
- Elizabeth Field, pallavolista statunitense (Santa Rosa, n. 1990)
- Elizabeth McMahon, pallavolista statunitense (Carol Stream, n. 1993)

## Patriote(1)
- Betsy Ross, patriota statunitense (Filadelfia, n. 1752 - Filadelfia, † 1836)

## Pattinatrici artistiche su ghiaccio(1)
- Elizabeth Manley, ex pattinatrice artistica su ghiaccio canadese (Trenton, n. 1965)

## Pattinatrici di velocità su ghiaccio(1)
- Beth Heiden, ex pattinatrice di velocità su ghiaccio, ex ciclista su strada e ex fondista statunitense (Madison, n. 1959)

## Pentatlete(1)
- Elizabeth Kipling, pentatleta britannica (n. 1973)

## Pianiste(1)
- Elizabeth Caland, pianista tedesca (Rotterdam, n. 1862 - Berlino, † 1929)

## Pittrici(5)
- Elizabeth Crichton, pittrice irlandese (n. 1779 - † 1856)
- Elizabeth Forbes, pittrice canadese (Kingston, n. 1859 - Penzance, † 1912)
- Elizabeth Jane Gardner, pittrice statunitense (Exeter, n. 1837 - Parigi, † 1922)
- Bessie MacNicol, pittrice scozzese (Glasgow, n. 1869 - Glasgow, † 1904)
- Elizabeth Thompson, pittrice britannica (Losanna, n. 1846 - Gormanston, † 1933)

## Poetesse(8)
- Elizabeth Barrett Browning, poetessa inglese (Durham, n. 1806 - Firenze, † 1861)
- Elizabeth Bishop, poetessa e scrittrice statunitense (Worcester, n. 1911 - Boston, † 1979)
- Elizabeth Carter, poetessa, scrittrice e traduttrice inglese (Deal, n. 1717 - Londra, † 1806)
- Elizabeth Cary, poetessa inglese (Oxfordshire, n. 1585 - Londra, † 1639)
- Elizabeth Cooke, poetessa, scrittrice e nobile inglese (Gidea Hall, n. 1528 - Bisham, † 1609)
- Elizabeth Jennings, poetessa britannica (Boston, n. 1926 - Bampton, † 2001)
- Elizabeth Melville, poetessa scozzese
- Elizabeth Jane Weston, poetessa inglese (Chipping Norton - Praga, † 1612)

## Politiche(15)
- Liz Cheney, politica statunitense (Madison, n. 1966)
- Elizabeth Parke Custis, politica e socialite statunitense (Mount Airy, n. 1776 - Richmond, † 1831)
- Betsy DeVos, politica e attivista statunitense (Holland, n. 1958)
- Elizabeth Esty, politica statunitense (Oak Park, n. 1959)
- Elizabeth May, politica e ambientalista canadese (Hartford, n. 1954)
- Elizabeth Fetterhoff, politica statunitense (DeLand, n. 1981)
- Lizzie Pannill Fletcher, politica statunitense (Houston, n. 1975)
- Elizabeth Furse, politica e attivista keniota (Nairobi, n. 1936 - † 2021)
- Elizabeth Hawley Gasque, politica statunitense (Blythewood, n. 1886 - Ridgeway, † 1989)
- Liz Kendall, politica britannica (Abbots Langley, n. 1971)
- Betsy Markey, politica statunitense (Cresskill, n. 1956)
- Betsy McCaughey, politica statunitense (Pittsburgh, n. 1948)
- Liz J. Patterson, politica statunitense (Columbia, n. 1939 - † 2018)
- Elizabeth di Toro, politica, diplomatica e avvocato ugandese (Fort Portal, n. 1936)
- Beth Van Duyne, politica statunitense (Ithaca, n. 1970)

## Produttrici cinematografiche(1)
- Elizabeth Avellán, produttrice cinematografica venezuelana (Caracas, n. 1960)

## Psicologhe(2)
- Elizabeth Loftus, psicologa statunitense (Bel Air, n. 1944)
- Elizabeth Moberly, psicologa e teologa britannica

## Rapper(1)
- Cupcakke, rapper e cantautrice statunitense (Chicago, n. 1997)

## Registe(4)
- Jane Campion, regista, sceneggiatrice e produttrice cinematografica neozelandese (Wellington, n. 1954)
- Elizabeth Chai Vasarhelyi, regista, sceneggiatrice e giornalista statunitense (New York, n. 1978)
- Elizabeth LeCompte, regista statunitense (n. 1944)
- Elizabeth Allen Rosenbaum, regista statunitense (Stony Brook, n. 1971)

## Religiose(3)
- Elizabeth Barton, religiosa inglese (Aldington, n. 1506 - Tyburn, † 1534)
- Elizabeth Ann Bayley Seton, religiosa statunitense (New York, n. 1774 - Emmitsburg, † 1821)
- Elizabeth Hayes, religiosa britannica (Saint Peter Port, n. 1823 - Roma, † 1894)

## Sceneggiatrici(2)
- Elizabeth Meriwether, sceneggiatrice e produttrice televisiva statunitense (Miami, n. 1981)
- Elizabeth Sarnoff, sceneggiatrice e produttrice televisiva statunitense

## Scenografe(1)
- Elizabeth Polunin, scenografa e pittrice britannica (Ashford, n. 1887 - † 1950)

## Schermitrici(1)
- Elizabeth Carnegy Arbuthnott, schermitrice britannica (Kensington, n. 1906 - Richmond, † 1985)

## Sciatrici alpine(2)
- Betsy Clifford, ex sciatrice alpina canadese (Ottawa, n. 1953)
- Elizabeth Robinson, ex sciatrice alpina statunitense (n. 1974)

## Sciatrici freestyle(1)
- Elizabeth Lemley, sciatrice freestyle statunitense (Vail, n. 2006)

## Scienziate(1)
- Elizabeth Fleischman, scienziata statunitense (Placerville, n. 1867 - San Francisco, † 1905)

## Scrittrici(40)
- Elizabeth Abbott, scrittrice e storica canadese (Ottawa, n. 1942)
- Elizabeth Acevedo, scrittrice e poetessa statunitense (New York, n. 1988)
- Elizabeth von Arnim, romanziera britannica (Kiribilli Point, n. 1866 - Charleston, † 1941)
- Elizabeth Aston, scrittrice inglese (Santiago del Cile, n. 1948 - Oxford, † 2016)
- Elizabeth Bowen, scrittrice irlandese (Dublino, n. 1899 - Hythe, † 1973)
- Elizabeth J. Braswell, scrittrice britannica (Birmingham)
- Elizabeth Chandler, scrittrice statunitense
- Elizabeth Margaret Chandler, scrittrice e poetessa statunitense (Delaware, n. 1807 - Michigan, † 1834)
- Elizabeth Bacon Custer, scrittrice statunitense (Monroe, n. 1842 - New York, † 1933)
- Elizabeth Craven, scrittrice e commediografa britannica (Londra, n. 1750 - Napoli, † 1828)
- Elizabeth Daly, scrittrice statunitense (New York, n. 1878 - Long Island, † 1967)
- Elizabeth David, scrittrice britannica (Long Man, n. 1913 - Chelsea, † 1992)
- Elizabeth Day, scrittrice e giornalista britannica (Inghilterra, n. 1978)
- Elizabeth Eastlake, scrittrice e critica d'arte britannica (Norwich, n. 1809 - Londra, † 1893)
- Elizabeth Ferrars, scrittrice britannica (Yangon, n. 1907 - † 1995)
- Elizabeth Gaskell, scrittrice britannica (Londra, n. 1810 - Alton, † 1865)
- Elizabeth Gilbert, scrittrice statunitense (Waterbury, n. 1969)
- Elizabeth Goudge, scrittrice inglese (Wells, n. 1900 - Rotherfield Peppard, † 1984)
- Elizabeth Grech, scrittrice e traduttrice maltese (Pietà, n. 1978)
- Elizabeth Hand, scrittrice statunitense (San Diego, n. 1957)
- Elizabeth Harrower, scrittrice e giornalista australiana (Sydney, n. 1928 - † 2020)
- Elizabeth Hay, scrittrice canadese (n. 1951)
- Elizabeth Jane Howard, scrittrice britannica (Londra, n. 1923 - Bungay, † 2014)
- Elizabeth Janeway, scrittrice e critica letteraria statunitense (Brooklyn, n. 1913 - Rye, † 2005)
- Elizabeth Jolley, scrittrice britannica (Birmingham, n. 1923 - Perth, † 2007)
- Elizabeth Kolbert, scrittrice e giornalista statunitense (New York, n. 1961)
- Elizabeth Kostova, scrittrice statunitense (New London, n. 1964)
- Elizabeth McCracken, scrittrice statunitense (Boston, n. 1966)
- Elizabeth Partridge, scrittrice statunitense (n. 1951)
- Elizabeth Pennell, scrittrice statunitense (Filadelfia, n. 1855 - New York, † 1936)
- Elizabeth Raffald, scrittrice inglese (Doncaster - Stockport, † 1781)
- Elizabeth Robbins, scrittrice, attrice e drammaturga statunitense (Louisville, n. 1862 - Brighton, † 1952)
- Elizabeth Spencer, scrittrice statunitense (Carrollton, n. 1921 - Chapel Hill, † 2019)
- Elizabeth Strout, scrittrice statunitense (Portland, n. 1956)
- Elizabeth Taylor, scrittrice britannica (Reading, n. 1912 - Penn, † 1975)
- Josephine Tey, scrittrice scozzese (Inverness, n. 1896 - Londra, † 1952)
- Elizabeth Stuart Phelps Ward, scrittrice e attivista statunitense (Boston, n. 1844 - † 1911)
- Betje Wolff, scrittrice olandese (Flessinga, n. 1738 - L'Aia, † 1804)
- Elizabeth Wurtzel, scrittrice e giornalista statunitense (New York, n. 1967 - New York, † 2020)
- NoViolet Bulawayo, scrittrice zimbabwese (Tsholotsho, n. 1981)

## Scrittrici di fantascienza(2)
- Lisa Goldstein, scrittrice di fantascienza statunitense (Los Angeles, n. 1953)
- Elizabeth Moon, autrice di fantascienza statunitense (Florence, n. 1945)

## Scultrici(2)
- Elizabeth Catlett, scultrice messicana (Washington, n. 1915 - Cuernavaca, † 2012)
- Elizabeth Wyn Wood, scultrice canadese (Orillia, n. 1903 - Willowdale, † 1966)

## Siepiste(1)
- Elizabeth Bird, siepista britannica (Manila, n. 1994)

## Sindacaliste(1)
- Elizabeth Nord, sindacalista statunitense (n. 1902 - † 1986)

## Skeletoniste(1)
- Elizabeth Yarnold, skeletonista britannica (Maidstone, n. 1988)

## Snowboarder(1)
- Elizabeth Hosking, snowboarder canadese (Longueuil, n. 2001)

## Soprani(5)
- Elizabeth Connell, soprano e mezzosoprano sudafricano (Port Elizabeth, n. 1946 - Londra, † 2012)
- Elizabeth Billington, soprano britannico (Londra, n. 1765 - Venezia, † 1818)
- Elizabeth Harwood, soprano britannico (Barton Seagrave, n. 1938 - Fryerning, † 1990)
- Elizabeth Lombardini-Smith, soprano e regista teatrale statunitense (Norfolk, n. 1957)
- Elizabeth Norberg-Schulz, soprano norvegese (Oslo, n. 1959)

## Sovrane(2)
- Elizabeth Bowes-Lyon, regina inglese (Hitchin, n. 1900 - Windsor, † 2002)
- Elisabetta de Burgh, regina scozzese (Dunfermline, n. 1289 - Cullen, † 1327)

## Stiliste(1)
- Elizabeth Emanuel, stilista britannica (Bridgend, n. 1953)

## Storiche(3)
- Elizabeth Brown, storica statunitense (Louisville, n. 1932 - New York, † 2024)
- Janet Browne, storica e docente britannica (n. 1950)
- Elizabeth Eisenstein, storica statunitense (n. 1923 - † 2016)

## Supercentenarie(2)
- Elizabeth Bolden, supercentenaria statunitense (Somerville, n. 1890 - Memphis, † 2006)
- Elizabeth Francis, supercentenaria statunitense (Parrocchia di Saint Mary, n. 1909 - Houston, † 2024)

## Tennistavoliste(1)
- Elizabeth Popper, tennistavolista venezuelana (n. 1962)

## Tenniste(8)
- Elizabeth Ekblom, ex tennista svedese (n. 1958)
- Betty Hilton, tennista britannica (n. 1920 - † 2017)
- Elizabeth Little, ex tennista australiana (n. 1960)
- Elizabeth Mandlik, tennista statunitense (Boca Raton, n. 2001)
- Elizabeth Minter, ex tennista australiana (n. 1965)
- Elizabeth Ryan, tennista statunitense (Anaheim, n. 1892 - † 1979)
- Elizabeth Smylie, ex tennista australiana (Perth, n. 1963)
- Liz Starkie, ex tennista britannica (n. 1938)

## Teologhe(1)
- Elizabeth Livingstone, teologa britannica (n. 1929 - Iffley, † 2023)

## Triatlete(1)
- Elizabeth May, triatleta lussemburghese (Lussemburgo, n. 1983)

## Truccatrici(1)
- Elizabeth Yianni-Georgiou, truccatrice britannica (Londra, n. 1958)

## Tuffatrici(3)
- Elizabeth Becker-Pinkston, tuffatrice statunitense (Filadelfia, n. 1903 - Detroit, † 1989)
- Elizabeth Cui, tuffatrice neozelandese (Auckland, n. 1997)
- Liz Ferris, tuffatrice britannica (Bridgwater, n. 1940 - Londra, † 2012)

## Ultramaratonete(1)
- Lizzy Hawker, ultramaratoneta e fondista di corsa in montagna britannica (n. 1976)

## Velociste(3)
- Betty Cuthbert, velocista australiana (Merrylands, n. 1938 - Mandurah, † 2017)
- Betty McKinnon, velocista australiana (n. 1925 - † 1981)
- Betty Robinson, velocista statunitense (Riverdale, n. 1911 - Denver, † 1999)

## Vescove anglicane(1)
- Libby Lane, vescova anglicana britannica (Wycombe Rural District, n. 1966)

## Wrestler(2)
- Scarlett Bordeaux, wrestler statunitense (Chicago, n. 1991)
- Beth Phoenix, wrestler statunitense (Elmira, n. 1980)

## Senza attività specificata(21)
- Elizabeth Aldworth, irlandese (n. 1695 - † 1773)
- Elizabeth Garrett Anderson, medica, attivista e politica britannica (Whitechapel, n. 1836 - † 1917)
- Elizabeth Anderton, ex ballerina e direttrice artistica britannica (Londra, n. 1938)
- Elizabeth Blount, inglese
- Elizabeth Clarke, inglese (n. 1565 - † 1645)
- Millvina Dean, inglese (Branscombe, n. 1912 - Ashurst, † 2009)
- Elizabeth Denison, britannica (n. 1769 - † 1861)
- Elizabeth Gaunt, inglese (Londra, † 1685)
- Elizabeth Hall, inglese (Stratford-upon-Avon, n. 1608 - Abington, † 1670)
- Elizabeth Kaufmann, austriaca (Vienna, n. 1924)
- Elizabeth Key Grinstead, statunitense (Warvick, n. 1630 - † 1665)
- Elsie MacGill, ingegnera e attivista canadese (Vancouver, n. 1905 - Cambridge, † 1980)
- Elizabeth McIntyre, ex sciatrice freestyle statunitense (Hanover, n. 1965)
- Miss Elizabeth, statunitense (Frankfort, n. 1960 - Marietta, † 2003)
- Elizabeth Needham, britannica († 1731)
- Betty Parris, statunitense (n. 1682 - † 1760)
- Elizabeth Porter, britannica (n. 1689 - † 1752)
- Elizabeth Sawyer, inglese (Tyburn, † 1621)
- Elizabeth Short, statunitense (Boston, n. 1924 - Los Angeles, † 1947)
- Elizabeth Stafford, inglese (n. 1546 - † 1599)
- Elizabeth Stride, svedese (Stora Tumlehead, n. 1843 - Londra, † 1888)